# Zoran Pančić
Zoran Pančić (Novi Sad, 25 settembre 1953) è un ex canottiere serbo, fino al 1992 jugoslavo.

## Palmarès

### Olimpiadi
- 2 medaglie:
  - 1 argento (Mosca 1980 nel due di coppia)
  - 1 bronzo (Los Angeles 1984 nel due di coppia)